# Hélder Vicente
Hélder Vicente (Luanda, África Occidental Portuguesa, 30 de septiembre de 1975) es un exfutbolista de Angola que jugaba en la posición de defensa. Tiene el récord de ser el único futbolista de Angola en ser campeón nacional con los cuatro equipos con los que jugó en la Girabola.

## Carrera

### Club
| Periodo   | Club                 |
| --------- | -------------------- |
| 1995-2001 | 1º de Agosto         |
| 2001      | Rio Ave FC           |
| 2002-2004 | ASA                  |
| 2005      | GD Sagrada Esperança |
| 2005-2010 | Petro de Luanda      |

### Selección nacional
Debutó con Angola el 13 de noviembre de 1994 en el empate 0-0 ante Malí en Bamako por la clasificación para la Copa Africana de Naciones de 1996. Su único gol internacional lo anotó el 23 de abril de 2000 en la victoria por 7-1 ante Suazilandia en Luanda por la clasificación de CAF para la Copa Mundial de Fútbol de 2002. Su último partido internacional lo jugó el 25 de junio de 2002 en el empate 1-1 ante Mozambique en Maputo por la Copa Amizade, con lo que jugó 40 partidos internacionales.

## Logros
- Girabola (9): 1996, 1998, 1999, 2002, 2003, 2004, 2005, 2008, 2009
- Supercopa de Angola (6): 1997, 1998, 1999, 2000, 2003, 2004